# Chorthippus karelini
Chorthippus karelini is een rechtvleugelig insect uit de familie veldsprinkhanen (Acrididae). De wetenschappelijke naam van deze soort is voor het eerst geldig gepubliceerd in 1910 door Boris Petrovich Uvarov.